# Armenii din Franța
Armenii din Franța (în armeană ֆրանսահայեր fransahayer; în franceză Arméniens de France) sunt cetățeni francezi de origine armeană. Comunitatea armeană franceză este, de departe, cea mai mare din Uniunea Europeană și a treia cea mai mare din lume.
Deși primii armeni s-au stabilit în Franța încă din Evul Mediu, comunitatea armeană din Franța a fost înființată de către supraviețuitorii Genocidului Armean din 1915, la fel ca majoritatea diasporei armene. Alții au venit în a doua jumătate a secolului al XX-lea, fugind de politica și instabilitatea economică din țările din Orientul Mijlociu (Turcia, Liban, Siria, Egipt și Iran) și, mai recent, din Republica Armenia.